# イスパノ＝アルゼンチン
イスパノ=アルゼンチン（Hispano-Argentina）は、乗用車、貨物自動車、航空機、産業機械、武器、公共工事用部品の製造を行っていたアルゼンチンの自動車およびエンジニアリング企業。
ブエノスアイレス特別区のカバジート地区で車両や武器の製造を行っていた「イスパノ=アルゼンティナ・ファブリカ・デ・オートモビレス S.A.（Hispano-Argentina Fábrica de Automóviles S.A. HAFDASA）」と、公共事業と金融部門である「イスパノ=アルゼンティナ・デ・オブラス・パブリカス・イ・フィナンファス（Hispano-Argentina de Obras Públicas y Finanzas, CHADOPyF）」の2つの組織で構成されていた。

## 歴史

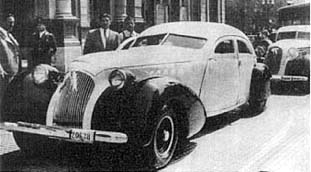
イスパノ El Redondo

1925年、カルロス・バリェステール（Carlos Ballester）は、スペインの車両、航空機メーカーであった「イスパノ・スイザ」のブランド名を使用したライセンス契約を締結。契約当初、車両は輸入されており、後に自国製造を行う予定であった。その数年前、バリェステールと友人であったエウジェーニオ・モリナ（Eugenio Molina）により武器製造を行う新工場を新設している。車両と武器の工場を統一するため、5,000平方メートル規模の新工場をカバジート地区に建設しており、新工場ではイスパノ製乗用車の車両やエンジン、トラックの製造やバスの部品などの製造が行われている。
銃器メーカーとして著名であったが、イスパノ=アルゼンチンは自国生産した軍民向けトラックの製造、車体開発や産業向けディーゼルエンジンやガソリンエンジンの製造開発に専念しており、閉鎖前の数年間は様々な試作車を制作していた。また、第二次世界大戦の影響により製造が中断される直前まで小型乗用車の製造を行っている。
銃器製造ではイスパノ=アルゼンチン製として著名な45口径拳銃である「HAFDASA .45」「バジェステル＝モリナ」に加え、バジェステル＝モリナの22口径モデルのほかに「Criolla」拳銃と様々な口径の小銃を製造している。数字は不明確ではあるが、HAFDASAは100,000丁の小銃、および80,000から90,000丁の拳銃を生産したと推測されている。
イスパノ=アルゼンチンは経済的な理由から1961年に閉鎖している。

## 製品

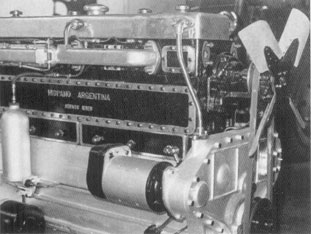
Criolloと命名されたDシリーズディーゼルエンジン

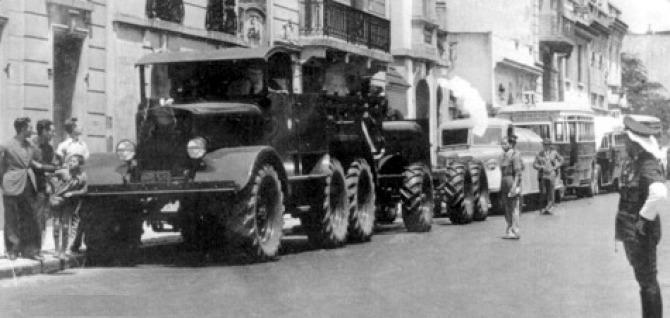
グランデ6×6トラック

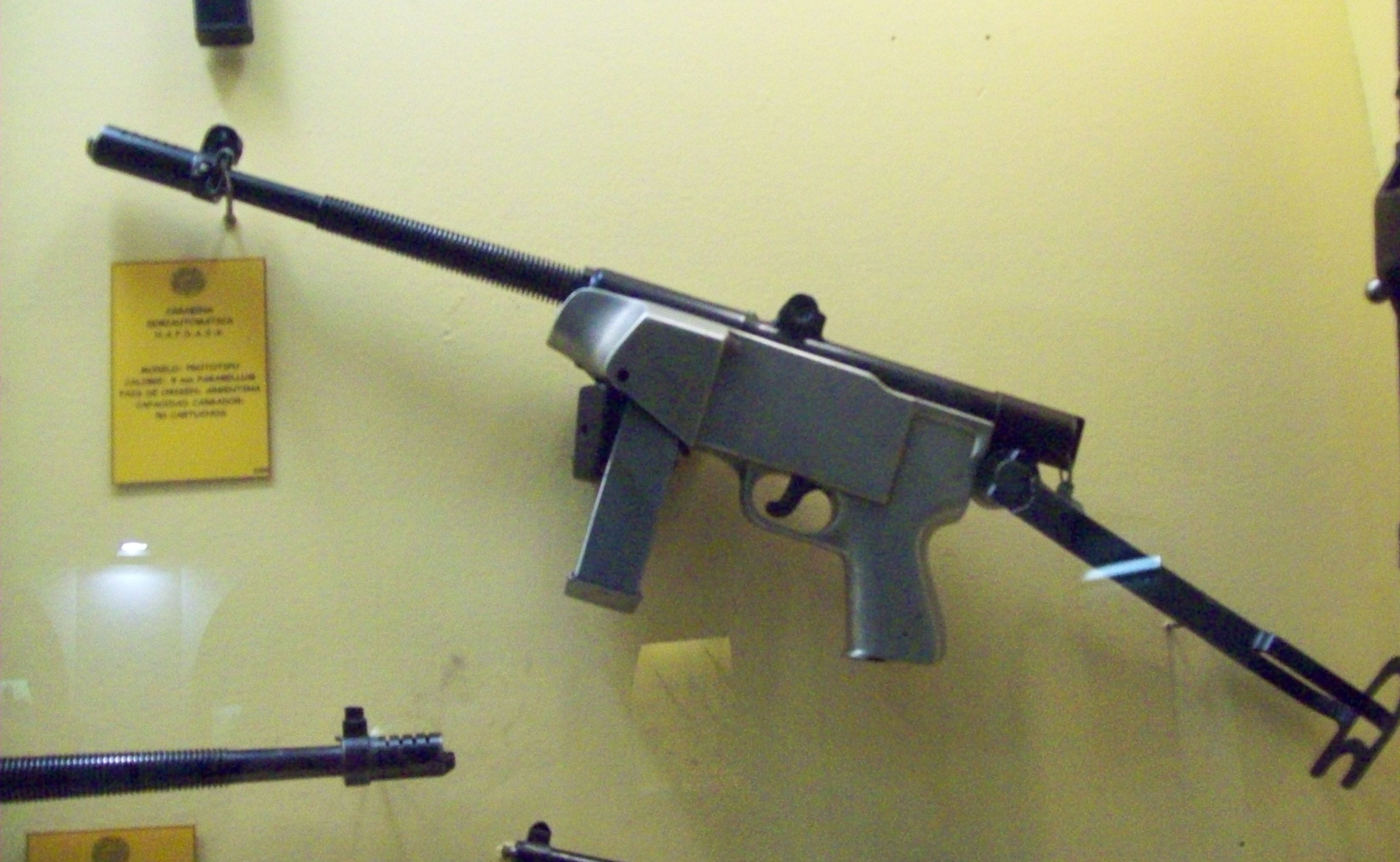
C-4短機関銃

### エンジン[1]
- D1 - 75馬力、直列4気筒ディーゼルエンジン。
- D2 - 95馬力、V型6気筒ディーゼルエンジン。
- D3 - 150馬力、V型6気筒ディーゼルエンジン。
- P.B.T. - 航空機や船外機用エンジンとして使用された。

イスパノ-スイザ H6に搭載された6,000ccクラスの直列6気筒エンジンを制作している。

### 車両[1]
- クレヨーヨ・チコ（Criollo Chico）-  4x4トラック。D2エンジン搭載型。
- クレヨーヨ・グランデ（Criollo Grande）- 6x6トラック。D3エンジン搭載型。155ミリ砲を牽引する軍用トラックとしても利用された。
- エル・ンデレドンド（El Redondo）
- P.B.T.

### 武器
- Hafdasa Criolla - 22口径拳銃。
- Hafdasa .45 - M1911を基に開発された45口径拳銃。
- バジェステル＝モリナ - 独自開発した45/22口径拳銃。
- Modelo C.4 - ステン短機関銃を基に開発された9ミリ短機関銃。
- Hafdasa C-4（スペイン語版） - 9ミリ短機関銃。